# Haringhāta
Haringhāta är en ort i Indien.   Den ligger i distriktet Nadia och delstaten Västbengalen, i den östra delen av landet, 1 300 km sydost om huvudstaden New Delhi. Haringhāta ligger 16 meter över havet och antalet invånare är 9 705.
Terrängen runt Haringhāta är mycket platt. Runt Haringhāta är det mycket tätbefolkat, med 1 135 invånare per kvadratkilometer. Närmaste större samhälle är Kalyani, 9,5 km väster om Haringhāta. Trakten runt Haringhāta består till största delen av jordbruksmark.